# Зючлуд
Зючлуд — деревня в Кезском районе Удмуртской республики.

## География
Находится в северо-восточной части Удмуртии на расстоянии приблизительно 14 км на северо-восток по прямой от районного центра поселка Кез.

## История
Известна с 1891 года как починок Зючлудский (Зюч-Луд), в 1905 году здесь отмечено было 12 дворов, в 1924 (уже деревня Зючлуд или Костя-Гурт) с 23 дворами. До 2021 года входила в состав Юскинского сельского поселения.

## Население
Постоянное население составляло 101 человек (1905), 188 (1924, все удмурты), 40 человек в 2002 году (удмурты 100 %), 23 в 2012.